# Echeandia macvaughii
Echeandia macvaughii är en sparrisväxtart som beskrevs av Robert William Cruden. Echeandia macvaughii ingår i släktet Echeandia och familjen sparrisväxter. Inga underarter finns listade i Catalogue of Life.